# Ulrich Hufeld
Ulrich Hufeld (* 1967 in Mainz) ist ein deutscher Rechtswissenschaftler und Hochschullehrer.

## Leben
Hufeld studierte von 1988 bis 1993 Rechtswissenschaften in Heidelberg und legte die Staatsexamina 1993 und 1996 ab. Danach war er von 1996 bis 2002 Wissenschaftlicher Assistent und von 2003 bis 2008 Hochschuldozent (C2) am Institut für Finanz- und Steuerrecht der Universität Heidelberg. Nach der Promotion 1996 mit der Dissertation Die Verfassungsdurchbrechung und der Habilitation 2002 mit der Habilitationsschrift Die Vertretung der Behörde lehrte er von 2003 bis 2008 als Professor für Staats- und Europarecht sowie Gründungsdekan an der Andrássy Universität Budapest. Seit 2008 ist er Professor für Öffentliches Recht und Steuerrecht an der Helmut-Schmidt-Universität, Hamburg. Er ist Mitglied der Vereinigung für Verfassungsgeschichte.
Sein älterer Bruder ist der Jurist und ehemalige Präsident der BaFin Felix Hufeld.

## Schriften (Auswahl)
- Die Verfassungsdurchbrechung. Rechtsproblem der deutschen Einheit und der europäischen Einigung. Ein Beitrag zur Dogmatik der Verfassungsänderung. Berlin 1997, ISBN 3-428-08894-8.
- Die Vertretung der Behörde. Tübingen 2003, ISBN 3-16-148131-3.
- Recht und Moral der Gemeinwohlfinanzierung. Verfassungsgrundlagen und Europäisierung. Heidelberg 2014, ISBN 978-3-86825-315-3.
- mit Andreas von Arnauld: Systematischer Kommentar zu den Lissabon-Begleitgesetzen. IntVG, EUZBBG, EUZBLG, ESMFinG. Baden-Baden 2018, ISBN 3-8487-0150-2.